# Sklené (okres Svitavy)
Obec Sklené (německy Glaselsdorf, nikoliv Glaserdorf) se nachází v okrese Svitavy v Pardubickém kraji. Žije zde 229 obyvatel.

## Historie

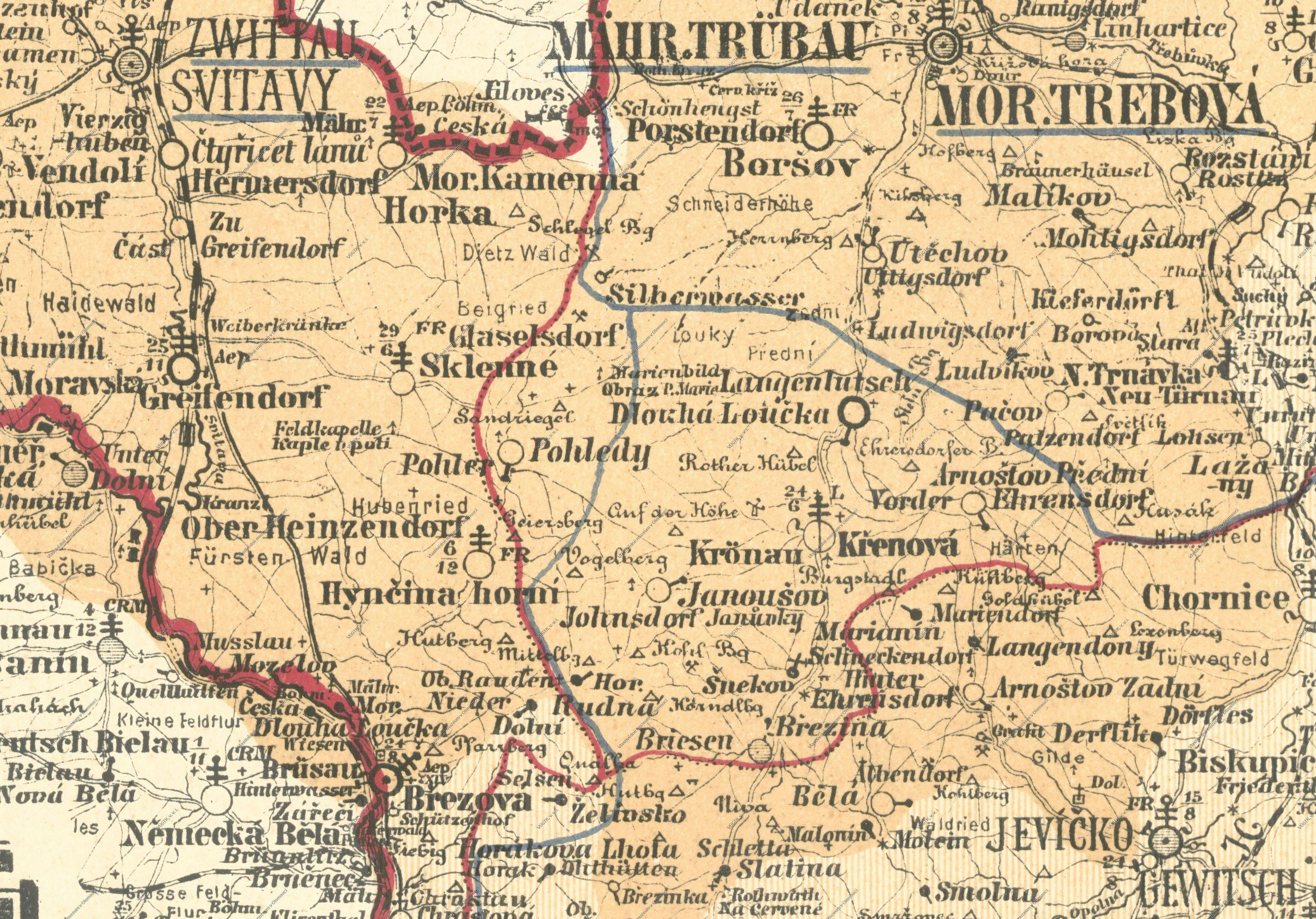
Sklené (Sklenné/Glaselsdorf), kaple Panny Marie na jih a mariánský obraz na východ od obce na historické mapě (1897)

První písemná zmínka o obci pochází z roku 1320. Obec je tvořena usedlostmi franckého čtvercového typu podél silnice od Svitav na Křenov. Ves Glaselsdorf měla v roce 1930 (při sčítání lidu) 448 obyvatel, z toho bylo 445 německé národnosti. V roce 1939 zde bylo 450 obyvatel. V období 1945/47 byli původní německy mluvící obyvatelé deportováni z Československa (viz Skřivánek, Milan: Odsun Němců ze Svitavska 1945–47, Univerzita Hr. Králové 1995). Po válce byla zbořena patrová rychta, na jejím místě stojí zemědělská benzínová pumpa. V prostoru prázdné plochy před kostelem stávala přízemní barokní fara.

## Pamětihodnosti
Dominantou širokého okolí je secesní kostel sv. Petra a Pavla z roku 1914, který vznikl na místě gotické lodi původního kostela. Původní presbytář je dnes boční kaplí. Gotická věž s pozdně gotickou střechou s věžičkami je viditelná z širokého okolí. Součástí hřbitova je barokní brána a márnice, obě s mansardovými střechami. U polní cesty za kostelem se nalézají ruiny barokní kaple Panny Marie Bolestné, která se v současnosti (2024) opravuje.

## Galerie

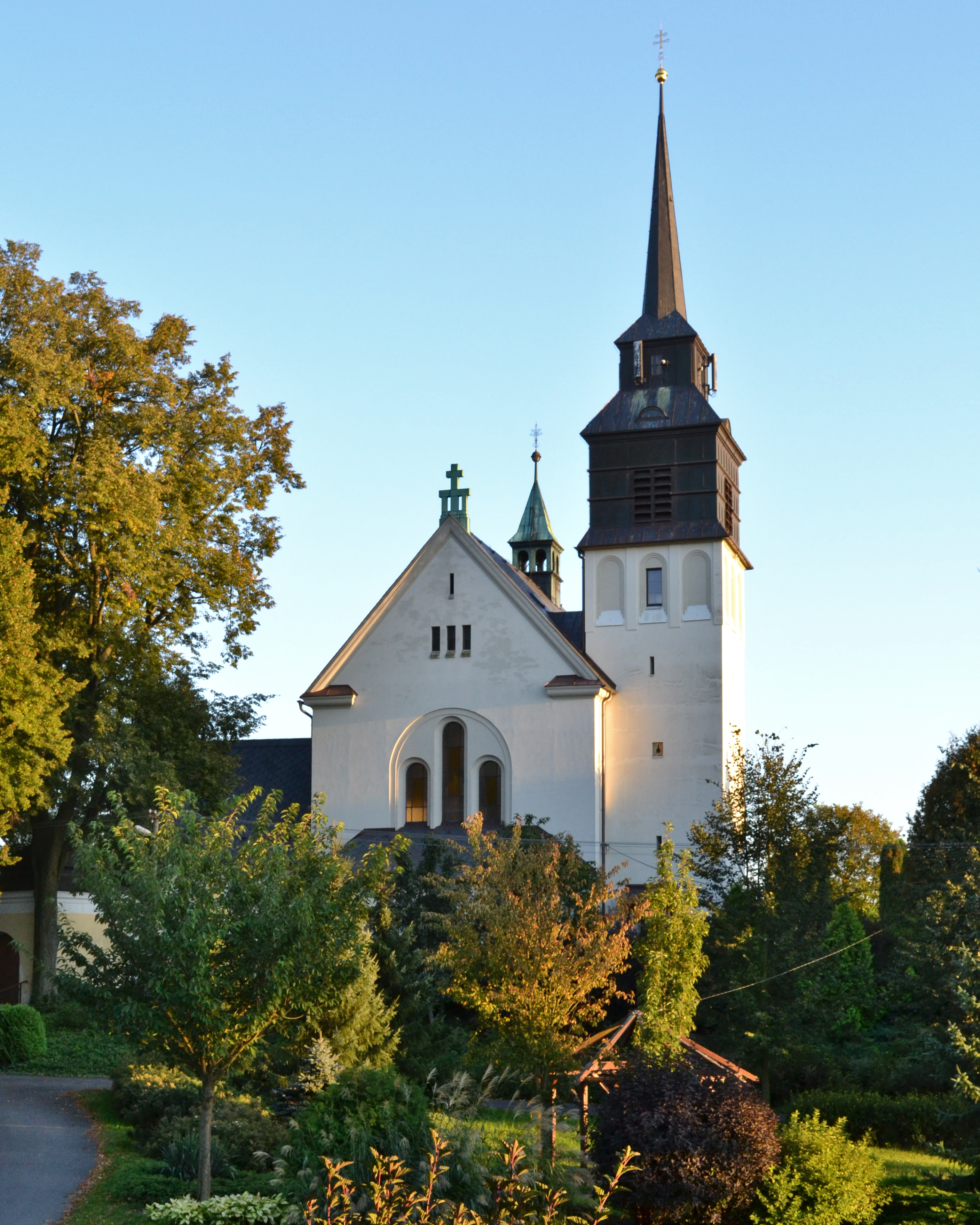
Kostel sv. Petra a Pavla
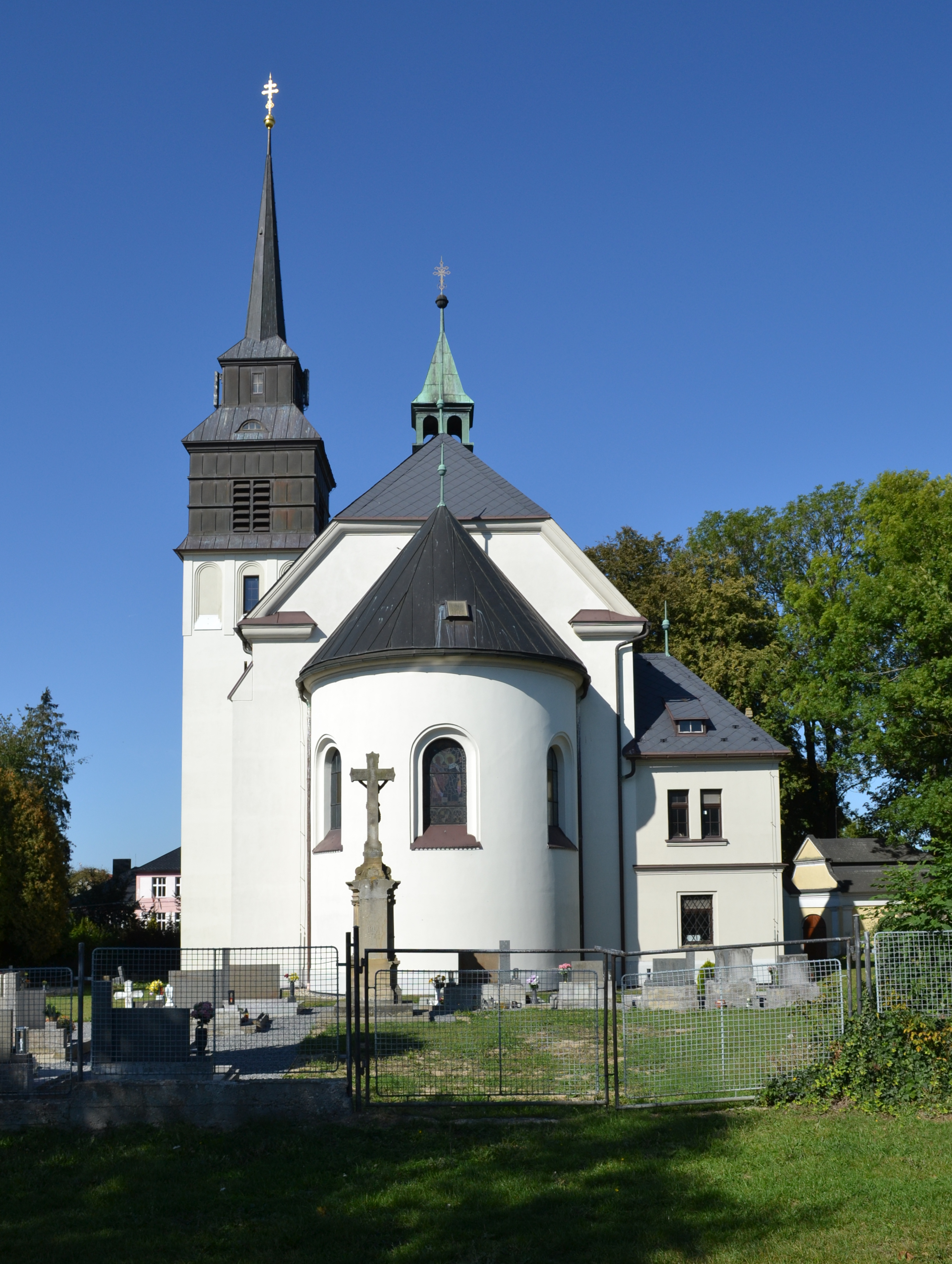
Kostel a hřbitov
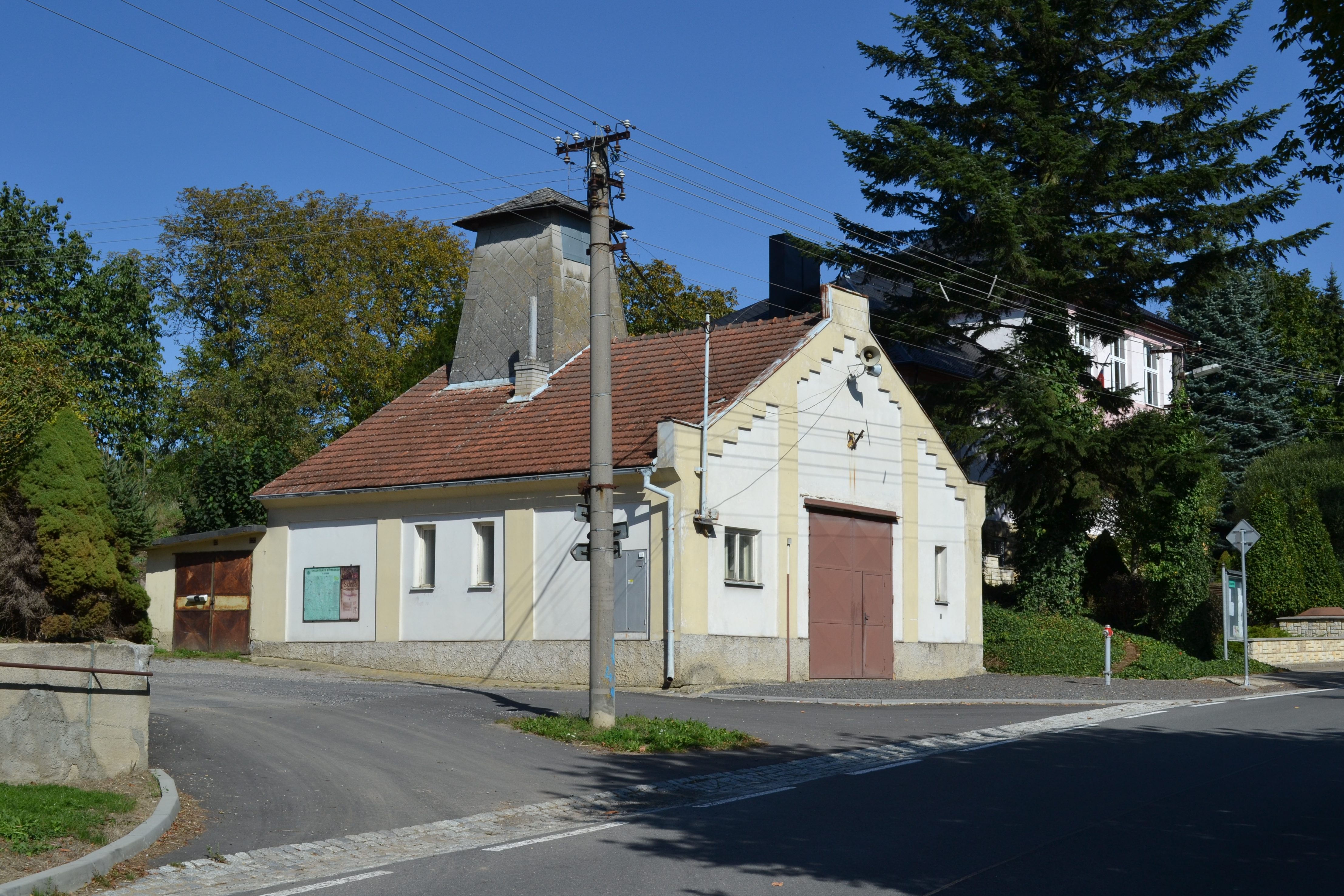
Hasičská zbrojnice
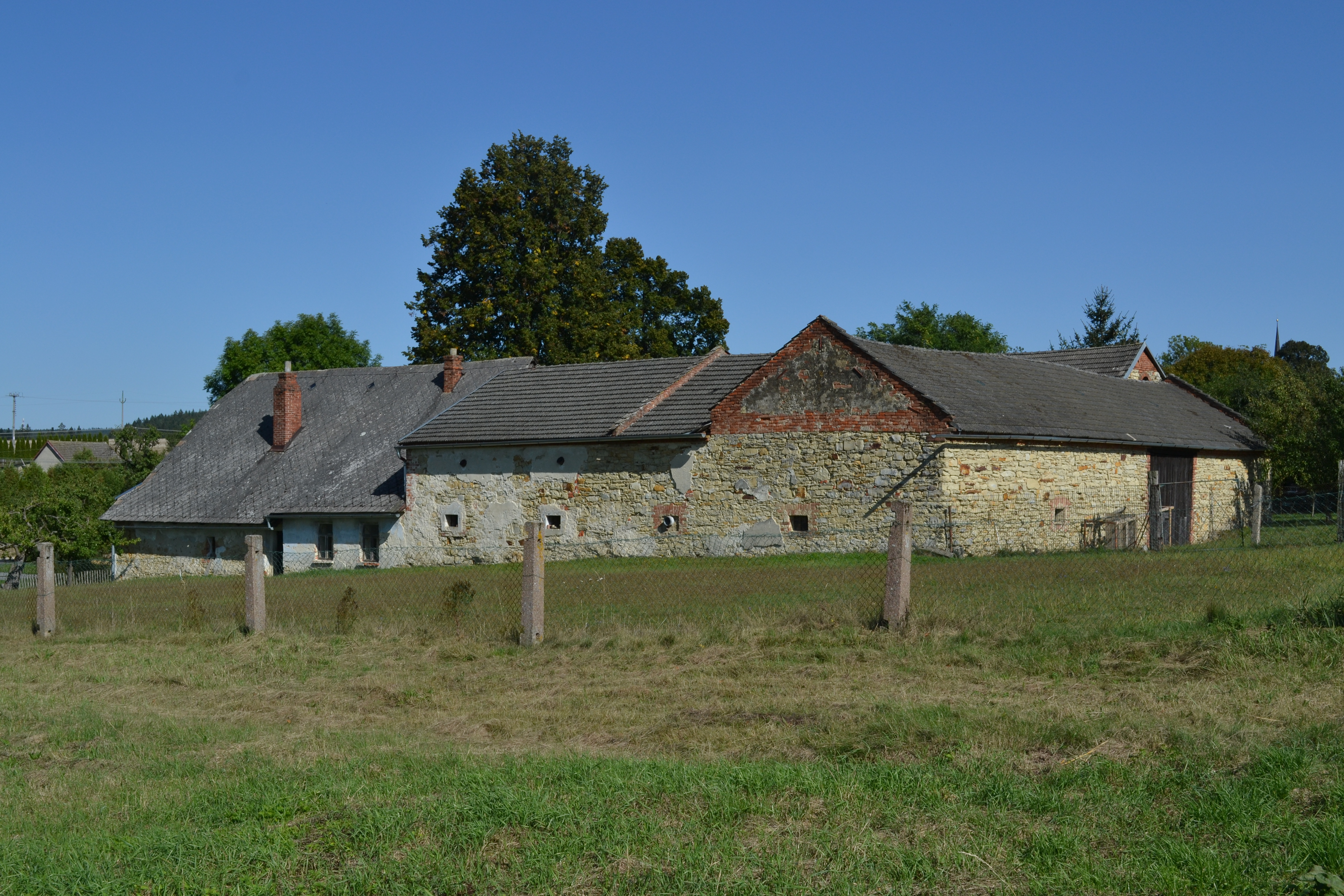
Usedlost čp. 31
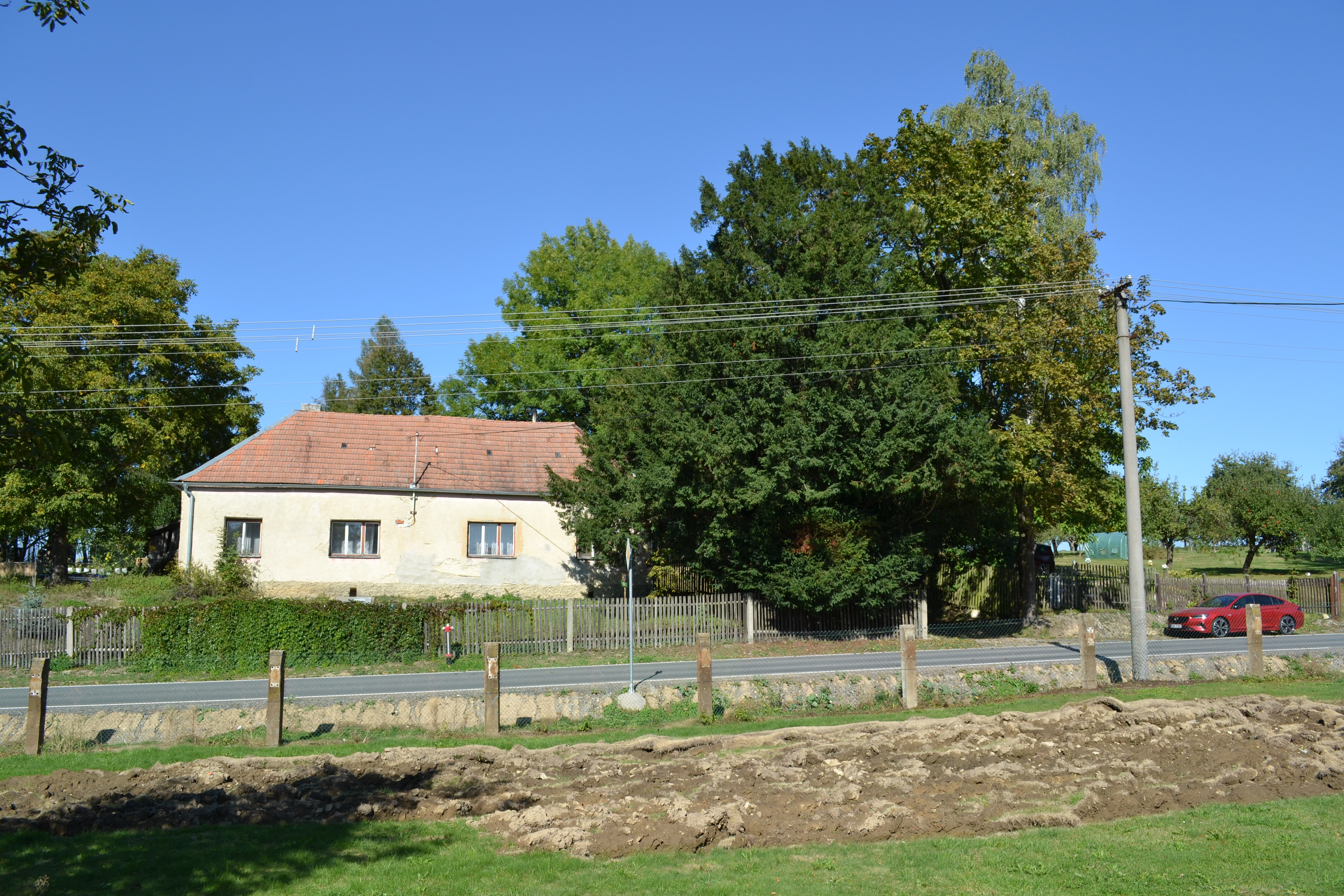
Tis U Havlů, památný strom
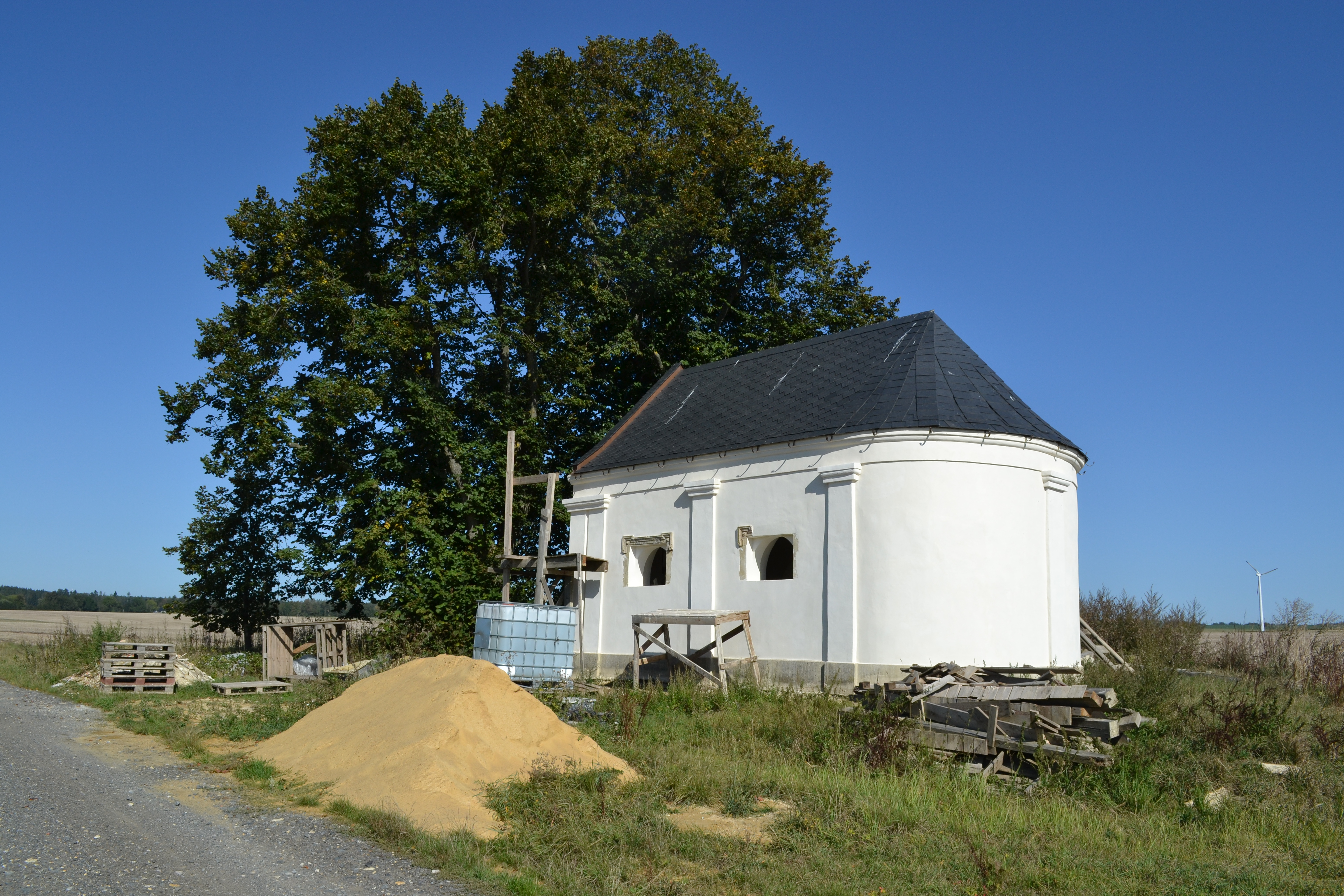
Kaple Panny Marie Bolestné